# Royal Military College of Canada
Il Royal Military College of Canada, in francese Collège militaire royal du Canada, anche abbreviato con le sigle RMC e CMR, è un'accademia militare e università della Canadian Armed Forces situata a Kingston, nell'Ontario, in Canada.

## Storia
Nel 1874 venne approvata una legge al fine di istituire un collegio militare «allo scopo di fornire un'istruzione completa in tutti i rami della tattica militare, della fortificazione, dell'ingegneria e conoscenze scientifiche ad esse connesse necessarie per approfondire una conoscenza della professione militare.» Il Royal Military College of Canada venne fondato il 1º giugno del 1876. Attraverso il Royal Military College of Canada Degrees Act, 1959, il college divenne anche un'università e inaugurò i corsi di laurea in scienze sociali e umanistiche, materie scientifiche e ingegneria.